# Pyrhila biprotubera
Pyrhila biprotubera is een krabbensoort uit de familie van de Leucosiidae. De wetenschappelijke naam van de soort is voor het eerst geldig gepubliceerd in 1986 door Dai & Guan.